# Церква святого архістратига Михаїла (Чабарівка)
Церква святого архістратига Михаїла в Чабарівці — парафія і храм греко-католицької громади Гусятинського деканату Бучацької єпархії Української греко-католицької церкви в селі Чабарівка Чортківського району Тернопільської области.
Оголошена пам'яткою архітектури місцевого значення (охоронний номер 1865).

## Історія церкви
Кам'яний храм був збудований у 1886 році. У 1987 році його художньо оформили, додавши позолоту та різьбу. 17 листопада 1996 року о. декан Іван Гура, з благословення владики Михаїла Сабриги, освятив новий престол і кивот. У церкві зберігаються мощі святого апостола Павла.
До 1946 року парафія і храм належали до УГКЦ. Після виходу УГКЦ з підпілля у 1990 році парафія знову повернулася в її лоно.
При парафії діють братство Першої п'ятниці, Вівтарна дружина та спільнота «Матері в молитві».
На території села та його околицях є численні каплиці, фігури та хрести парафіяльного значення. У 2012 році було відновлено та освячено капличку, збудовану у 1903 році. У власності парафії є проборство з господарською будівлею.

## Парохи
- о. Северин Шанковський (~1990—1920),
- о. Анатоль Малиновський (1923—1946),
- о. декан Іван Гура (1990—1991),
- о. Ігор Мохун (1991—1993),
- о. Василь Ткач (1993—1996),
- о. Микола Скринник (з вересня 1996).